# Meiglyptes
Meiglyptes is een geslacht van vogels uit de familie spechten (Picidae). Het geslacht bestaat uit vier betrekkelijk kleine soorten spechten. De naam is afgeleid uit het Oudgrieks waarbij meiōn kleiner betekent en glyptēs insnijden of kerven.

## Soorten
Er zijn vier soorten:
- Meiglyptes grammithorax – Bruinstuitspecht
- Meiglyptes jugularis – Zwart-gele specht
- Meiglyptes tristis – Zebraspecht
- Meiglyptes tukki – Tukkispecht